# Rabiosa
"Rabiosa" é uma canção gravada pela artista musical colombiana Shakira, tirada de seu nono álbum de estúdio, Sale el sol (2010). Foi escrito por Armando Pérez, Edward Bello e Shakira, e lançado pela Epic Records como o terceiro single do álbum, em 8 de abril de 2011. Existem duas versões da música; a versão em inglês, que conta com o rapper americano Pitbull, e a versão em espanhol, que apresenta o rapper dominicano El Cata. É fortemente influenciado pelo merengue e música dance. Shakira e El Cata, ou Pitbull, cantam sobre o sex appeal na canção.
Após o lançamento, "Rabiosa" recebeu críticas geralmente favoráveis de críticos de música, alguns dos quais julgaram-se como uma das faixas mais fortes de Sale el sol. Comercialmente, a versão inglesa da música tornou-se um sucesso mundial, atingindo o topo das paradas de países como Portugal e Espanha e ficando entre os dez melhores na Bélgica, França, Itália e Suíça. Nos Estados Unidos, foi bem sucedido nas tabelas de registro latino e atingiu o pico no número oito no quadro Billboard Hot Latin Songs. "Rabiosa" foi certificado de dupla platina no México e platina na Itália e na Espanha.
Um videoclipe de acompanhamento para a música foi dirigido por Jaume de Laiguana e apresenta Shakira se divertindo em uma festa subterrânea; as cenas em um pole dance estão intercaladas ao longo do vídeo. Os críticos foram positivos em relação ao vídeo, e muitos notaram sua semelhança com o de "She Wolf", de 2009. O clipe se tornou viral no site de compartilhamento de vídeos do YouTube, dois dias após o seu lançamento, e depois foi coroado com o Vevo Certified, pelo site de vídeo Vevo, por ter alcançado mais de 100 milhões de visualizações.

## Escrita e composição
"Rabiosa" foi escrito pelo rapper americano Armando Pérez, mais conhecido por seu nome artístico Pitbull, o rapper dominicano Edward Bello e Shakira, para o nono álbum de estúdio da cantora Sale el sol (2010). O álbum marcou a primeira vez que trabalhou com Bello, que é mais conhecido por seu nome artístico El Cata, e sua colaboração começou depois que Shakira expressou seu desejo de experimentar a música merengue, dizendo: "Cresci ouvindo merengue - isso foi em grande parte da minha vida, e eu estava sentindo falta". Merengue é um tipo de música e dança originária da República Dominicana e depois de ser indicada para trabalhar com Bello por Pitbull, Shakira viajou para o país e começou a gravar sessões com ele em seu estúdio "pequeno" em Santo Domingo. Bello falou sobre sua colaboração com Shakira, dizendo: "Se eu estivesse pensando que este pequeno estúdio estaria na visão do mundo neste momento, eu não acreditaria".
Duas versões da música estão presentes no álbum; A versão em inglês apresenta versos de Pitbull, enquanto a versão em espanhol possui El Cata. "Rabiosa" foi escolhido para ser o terceiro single do álbum pela Epic Records e o site oficial da Shakira revelou a obra de capa para o single em 18 de abril de 2011, no dia em que foi enviada para estações de rádio. Ambas as versões foram lançadas para download digital em 8 de abril de 2011. Em todo o mundo, a versão em inglês foi lançada como CD single em 27 de maio de 2011.
Principalmente uma música latina pop de andamento rápido, "Rabiosa" também empresta influências de merengue e dance music. Na canção, Shakira e Pitbull / El Cata, trocam versos sobre o sex appeal. As palavras inglesas e espanholas são misturadas em várias linhas, como quando Shakira canta "Oye papi, se você gosta de morenas / Venha um pouco mais perto e morda-me na boca" na versão em inglês. Jennifer Schaffer, do The Stanford Daily, descreveu os vocais de Shakira e Pitbull como "sensuais" e "irritantes", respectivamente.

## Recepção da crítica
A música recebeu críticas em sua maioria favoráveis dos críticos de música. James Reed, do The Boston Globe, apreciou os vocais da cantora definindo como "malucos" e "vampirescos", e denominou "Rabiosa", como um "híbrido de merengue irresistível". Michelle Morgante, da Boston.com, chamou a faixa de um "híbrido novo de merengue-rock que estabelece riffs nus ao longo de uma batida motriz em um groove que é irresistível". Jennifer Schaffer, do The Stanford Daily, considerou-a como uma das "melhores faixas do álbum", elogiando seus ritmos de dança e chamando-a de "uma canção inegavelmente sexy que você esperaria de uma colaboração entre Shakira / Pitbull". Allison Stewart, do The Washington Post, também recomendou a faixa, rotulando-a de um "pop latente e rápido". Da mesma forma, Mikael Wood, da Entertainment Weekly, escolheu a música como um destaque de Sale el sol. Carlos Macias, do Terra USA, no entanto, deu à música uma crítica negativa, chamando-a de "versão mais barata de 'Loca'" e criticando a colaboração de Pitbull. Em 2014, Emily Exton, do VH1, colocou a faixa em sua lista dos melhores duetos de Shakira, resumindo: "está cientificamente comprovado que o Sr. 305 não pode fazer um golpe".
Na cerimônia de premiação Los Premios 40 Principales em 2011, "Rabiosa" foi nomeada para "Melhor Canção Internacional en Español". Na cerimônia do Prêmio American Society of Composers, Authors and Publishers (ASCAP), Bello ganhou um prêmio pela composição da música. No 27º Prêmio International Dance Music Awards, "Rabiosa" foi indicada para "Best Latin / Reggaeton Track", mas perdeu para "Loca People" de Sak Noel. No Latin Billboard Music Awards de 2012, "Rabiosa" foi indicada para "Canción del Ano, Digital" ("Canção Digital do Ano"), mas perdeu para "Danza Kuduro" de Don Omar. Na cerimônia de premiação Premio Lo Nuestro 2012, "Rabiosa" foi indicada para "Colaboração do Ano" e "Canción Pop del Año" ("Canção Pop do Ano") e ganhou na última categoria.

## Performance comercial
A versão com Pitbull de "Rabiosa" foi um sucesso comercial mundial. Na Áustria, a música entrou na Austrian Singles no número 36 e alcançou a sexta posição, ficando um total de 17 semanas na região. Tanto na Flandres de língua holandesa quanto nas regiões francófonas da Valônia, da Bélgica "Rabiosa" atingiu a quinta posição nas paradas da Ultratop, permanecendo nas paradas durante um total de 16 e 19 semanas, respectivamente. Nesta região, foi certificado ouro pela Belgian Entertainment Association (BEA), pelas vendas de 10 mil unidades. Na França, "Rabiosa" entrou na tabela French Singles no número 94 e atingiu o número seis durante duas semanas e passou um total de 33 semanas no gráfico. Na Itália, a música entrou na Italian Singles na nona posição e chegou ao número seis, passando um total de sete semanas dentro das vinte melhores colocações do gráfico. Nesta região, "Rabiosa" foi certificada platina pela Federazione Industria Musicale Italiana (FIMI), pelas vendas de 60 mil unidades.
No México, o single foi certificado de dupla platina pela Asociación Mexicana de Productores de Fonogramas y Videogramas (AMPROFON), pelas vendas de 120 mil unidades. Na Espanha, a música entrou no quadro Spanish Singles na 23ª posição e atingiu o número um por um total de cinco semanas e passou um total de 33 semanas no gráfico. Nesta região, foi certificada platina pelos Productores de Música de España (PROMUSICAE), pelas vendas de 40 mil unidades. Na Suíça, depois de classificar inicialmente no número 28 na Swiss Singles, "Rabiosa" chegou à terceira posição e passou um total de 21 semanas no gráfico. Nesta região, a International Federation of the Phonographic Industry (IFPI) certificou a faixa de ouro por vender 10 mil unidades. Nos Estados Unidos, "Rabiosa" foi bem sucedida no Billboard Hot Latin Songs dos EUA, chegando na oitava posição e passando um total de 25 semanas no gráfico. Também alcançou o mesmo pico no gráfico Latin Pop Airplay, passando um total de 28 semanas no gráfico. No Tropical Songs, alcançou a 13ª posição e passou um total de 20 semanas no gráfico.

## Videoclipe

Perto do final do clipe, Shakira faz espacate, enquanto segura uma barra de pole dance.

O videoclipe de acompanhamento para "Rabiosa" foi dirigido por Jaume de Laiguana e foi filmado em 24 de abril de 2011, em Barcelona. Laiguana também havia dirigido os vídeos dos dois lançamentos anteriores do álbum "Loca" e "Sale el Sol". O videoclipe estreou no site oficial de Shakira em 7 de junho de 2011 e a versão em inglês estava disponível para download digital em 8 de junho. A versão em espanhol foi disponibilizada para download digital um dia depois. O vídeo começa com Shakira entrando em uma festa subterrânea enquanto usa uma peruca curta e morena. Andando no meio de "uma festa com muita azaração e confetes", ela começa a dançar e a flertar com um homem, e em um ponto está em uma banheira cheia de bolas coloridas. As cenas em um pole dance, onde Shakira usa um sutiã e calcinhas de trevos pretos e esportivas com seus longos cabelos loiros naturais são intercaladas ao longo do vídeo. O clipe termina com Shakira fazendo uma separação, mantendo-se no póle e de volta ao interior da festa, onde ela anda se jogando em cima das pessoas. Nem Pitbull ou El Cata aparecem em ambas as versões do vídeo.
Após o lançamento, o vídeo musical se tornou viral no site de compartilhamento de vídeos do YouTube dois dias após o lançamento, e foi o vídeo mais visto desse dia, ganhando quase quatro milhões de visualizações em menos de 48 horas. A recepção crítica para o vídeo foi favorável. Jeff Benjamin da Billboard, comentou que Shakira continua "as fantasias que ela começou em seu vídeo para 'She Wolf'", e elogiou o penteado moreno da cantora, concluindo que "a musa latina traz calor tanto musical como visualmente". Becky Bain, da Idolator, viu a sequência de dança de pole dance de Shakira semelhante ao vídeo do "Gimme More" de 2007 de Britney Spears, mas brincou dizendo que "não é terrivelmente deprimente e certamente foi filmado em cerca de 15 minutos". Ann Lee, da Metro, também viu que o vídeo é semelhante ao de "She Wolf" e elogiou a habilidade de dançar no poste de Shakira, observando que "aumenta o fator de teor sexual" e "recebe pulsos de corrida". Sadao Turner, do Ryan Seacrest.com, elogiou a figura "fenomenal" de Shakira. Mais tarde, o vídeo foi certificado com o Vevo Certified pelo site de videoclipes Vevo, pelas mais de 100 milhões de visualizações no YouTube.

## Formatos e faixas
| - CD single (versão com Pitbull) 1. "Rabiosa" - 2:50 2. "Rabiosa" (C. Berg remix) - 3:57 - Download digital (versão com Pitbull) 1. "Rabiosa" - 2:50 - Download digital (versão com El Cata) 1. "Rabiosa" - 2:50 | - EP de remixes (versão com Pitbull) 1. "Rabiosa" - 2:50 2. "Rabiosa" (C. Berg remix) - 3:57 3. "Rabiosa" (7th Heaven radio edit) - 3:34 4. "Rabiosa" (The Crew Remix) - 3:48 5. "Rabiosa" (Club Junkies Club remix) - 6:28 |

## Desempenho nas tabelas musicais
| Tabela musical (2011)                       | Melhor posição |
| ------------------------------------------- | -------------- |
| Alemanha (Offizielle Deutsche Charts)       | 26             |
| Áustria (Ö3 Austria Top 75)                 | 6              |
| Bélgica (Ultratop 50 de Flandres)           | 5              |
| Bélgica (Ultratop 50 da Valônia)            | 5              |
| Canadá (Canadian Hot 100)                   | 38             |
| Dinamarca (Hitlisten)                       | 9              |
| Espanha (PROMUSICAE)                        | 1              |
| Eslováquia (Rádio Top 100)                  | 14             |
| Estados Unidos (Billboard Hot Latin Songs)  | 8              |
| Estados Unidos (Billboard Tropical Airplay) | 13             |
| EUA (Bubbling Under Hot 100 Singles)        | 10             |
| França (SNEP)                               | 6              |
| Hungria (Dance Top 40)                      | 15             |
| Israel (Media Forest)                       | 7              |
| Itália (FIMI)                               | 6              |
| Países Baixos (Dutch Top 40)                | 46             |
| Polónia (Polish Airplay Top 100)            | 3              |
| Polónia (Dance Top 50)                      | 4              |
| Portugal (Nielsen SoundScan)                | 1              |
| República Checa (Rádio Top 100)             | 10             |
| Suécia (Sverigetopplistan)                  | 48             |
| Suíça (Schweizer Hitparade)                 | 3              |

| Tabela musical (2011) | Posição |
| --------------------- | ------- |
| Bélgica (Flanders)    | 38      |
| Bélgica (Wallonia)    | 36      |
| Espanha               | 4       |
| EUA (US Latin Songs)  | 27      |
| França                | 28      |
| Suíça                 | 45      |

## Certificações
| Bélgica | BEA        | Ouro       | 10,000*  |
| Brasil | PMB        | 2× Platina | 120,000‡ |
| Espanha | PROMUSICAE | Platina    | 40,000*  |
| Itália | FIMI       | Platina    | 30,000*  |
| México | AMPROFON   | Platina    | 60,000*  |
| Suíça | IFPI Suíça | 2× Platina | 15,000*  |
| * Número de vendas definido com base apenas no nível de certificação. ^ Número de embarques definido com base apenas no nível de certificação. ‡vendas+streaming definido com base apenas no nível de certificação. |            |            |          |